# Jan Jacob Willinge (1782-1849)
Jan Jaob Willinge (Emmen, gedoopt 2 juni 1782 - aldaar, 2 november 1849) was een Nederlandse schulte, maire en burgemeester.

## Leven en werk
Willinge was een zoon van de schulte Lucas Willinge en Anna Siberdina Maria Winsemius. Willinge was 20 jaar toen zijn vader overleed. Hij volgde zijn vader niet onmiddellijk op. In 1811 werd hij benoemd tot schulte van Emmen, een functie die in 1813 werd omgezet in die van maire en in 1825 in die van burgemeester. Willinge bleef burgemeester van Emmen, totdat hij in november 1849 overleed.

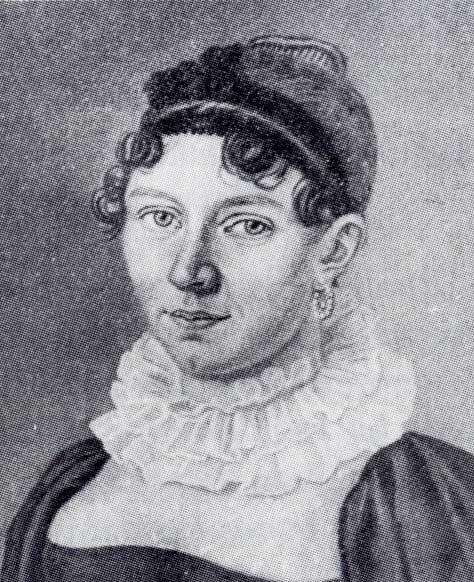
Gezina Anna Berendina Amshoff (1793-1852)

Willinge trouwde op 28 juni 1815 te Emmen met de in Uelsen geboren Gesina Anna Berendina Amshoff, dochter van de Emmer predikant Jan Pieter Amshoff en Christina Meiling. Hun zoon Johannes Petrus was burgemeester van Oosterhesselen en Zweeloo. Hun naar hun grootvader genoemde kleinzonen Jan Jacob Willinge, waren respectievelijk burgemeester van Hensbroek, Jan Jacob Willinge (1853-1921), en gedeputeerde van Drenthe, Tweede- en Eerste Kamerlid en lid van de Raad van State, Jan Jacob Willinge (1849-1926).

## Willingehuis
Willinge woonde in het door zijn vader in 1776 gekochte schultehuis, het Willingehuis genoemd. De familie Willing bleef tot 1935 hier wonen. Na het overlijden van Gezina Willinge werd het huis gekocht door de Emmer wethouder Roelof Zegering Hadders. Hij liet het huis afbreken en bouwde er een kapitale villa, de Lindenhof. Sinds 1984 behoort de villa tot het Noorderdierenpark (thans Dierenpark Emmen).

## Collectie Willinge
Willinge was een verzamelaar van archeologische vondsten uit Drenthe. Na zijn overlijden erfden zijn zoon Johannes Petrus en zijn vrouw deze collectie Willinge. De verzameling was een van de topattracties op de tentoonstelling van oudheden in Assen in 1854. Willinge en zijn vrouw verkochten de collectie voor ƒ 300, ƒ 200 minder dan de taxatiewaarde, aan het bestuur van het IXde Landhuishoudkundig Congres. Daarna kwam de collectie in het bezit van het Drents Museum te Assen.